# Broadwell
Broadwell (ранее также называлась Rockwell) — кодовое название процессорной микроархитектуры, разработанной Intel. Микроархитектура Broadwell представляет собой перенос микроархитектуры Haswell на техпроцесс с названием «14 нм» («тик» в соответствии с маркетинговыми обозначениями). Процессоры на базе Broadwell получили коммерческое название «Процессоры Intel(R) Core™ 5-го поколения». В отличие от предыдущих переходов на новые микроархитектуры, Broadwell не заменяет весь диапазон применений Haswell, в частности, на её основе не будут выпускаться дешевые процессоры для настольных компьютеров.
Десктопные процессоры Broadwell могут использоваться с чипсетами Intel 9-й серии (Z97 и H97).
По состоянию на 2023 год известно о 7 моделях процессоров с Broadwell и доступно несколько моделей ноутбуков.
Процессоры Broadwell считаются первыми настоящими SoC по мнению Bright Side Of News. Вероятно, в кристалл будут интегрированы контроллеры интерфейсов Ethernet, Thunderbolt и USB 3.0.

Хронология процессорных архитектур Intel от NetBurst и Pentium M до Haswell; Broadwell на светло-синем фоне

## Варианты
Ожидается запуск трёх основных вариантов Broadwell:
- Чипы с BGA-корпусом (не используют сокет, а распаиваются непосредственно на материнской плате):
  - Broadwell-Y: Система на кристалле (СнК, SoC); тепловыделение не более 4,5 Вт и 3,5 Вт, для планшетных компьютеров и некоторых ноутбуков. В качестве графического решения используют GT2; поддерживают до 8 ГБ оперативной памяти LPDDR3-1600.[10] Выпуск первых чипов произошел в конце 2014 года, процессоры получили обозначение Intel Core M.[11]
  - Broadwell-U: СнК; тепловыделение до 15 Вт для процессоров с 2-процессорными ядрами и графическим решением GT2 или GT3; до 28 Вт для двухъядерных процессоров с GT3.[12] Предназначены для использования с чипсетом PCH-LP в ноутбуках и компактных настольных компьютерах NUC. Поддерживают либо до 16 ГБ ОЗУ DDR3L-1600, либо до 8 ГБ LPDDR3-1600. Выход ожидается в конце 2014 — начале 2015 годов.[9]
  - Broadwell-H: варианты с тепловыделением до 37 Вт или до 47 Вт, для плат с чипсетами HM86, HM87, QM87 и HM97 для систем «всё-в-одном», плат размера Mini-ITX и других компактных форматов. 2 или 4 ядра (4 или 8 потоков соответственно), графическое решение GT3e или GT2. Поддержка до 32 ГБ ОЗУ DDR3L-1600.[10] Выход ожидается во втором квартале 2015 года.[9]
- Десктопная версия с разъёмом LGA 1150 2-го поколения:
  - Broadwell-C: четырёхъядерная версия для настольных компьютеров с интегрированной графикой GT3e (Iris Pro 6200) и тепловыделением не более 65 Вт.[13]
- Серверные и HEDT процессоры с разъёмом LGA 2011-v3:
  - Broadwell-EP: (обозначения Xeon E5-XXXX v4), для использования с серверным чипсетом C610 Wellsburg. До 22 ядер (до 44 потоков), до 56 МБ L3-кэша, 40 линий PCI Express 3.0, расчётный уровень тепловыделения до 70-160 Вт. Поддержка памяти — до 4 каналов DDR4-2400.[14]
  - Broadwell-EX: платформа Brickland для серверов. Будут использовать Intel QuickPath Interconnect (QPI) версии 1.1, что позволяет создавать системы с более чем 8 процессорами (сокетами). Поддержка памяти — до DDR3-1600 либо до DDR4-3200.[15][16]
  - Broadwell-E: процессоры HEDT-сегмента, предназначенные для использования с чипсетом Intel X99. Содержат до 10 ядер (до 20 потоков), до 25 МБ L3-кэша, до 40 линий PCI Express 3.0, расчётный уровень тепловыделения 140 Вт. Поддерживается до 4 каналов DDR4-2400[17].

Broadwell с интегрированной графикой GT3e (Iris Pro) представляет собой многокристальную микросборку (Multi-Chip Package, MCP), в состав которой входит процессор и отдельный чип eDRAM L4 памяти.
Графический уровень быстродействия по сравнению с подсистемой Haswell вырастет на 40 % по заявлениям производителя.

## Расширения инструкций
В микроархитектуре, вероятно, будут добавлены расширения:
- ADX (инструкции ADOX/ADCX) для работы с числами произвольной точности.[19][20][21][22]
- Инструкция rdseed для генерации случайного числа размером 16, 32 или 64 бита в соответствии с требовании NIST SP 800-90B и NIST SP 800-90C (в отличие от rdrand, которая соответствует NIST SP 800-90A). Для её использования в <immintrin.h> добавлены функции int _rdseedXX_step(uintXX_t *random_val, где под XX подразумевается размер в 16, 32 или 64 бита)[20][22]
- Инструкция PREFETCHW, которая может быть использована с помощью встроенной функции _mm_prefetch с подсказкой _MM_HINT_ET0.[20][22][23]

## Процессоры

### Настольные процессоры
2 июня 2015 года Intel представила настольные процессоры Broadwell.
| Сегмент    | Ядра (потоки) | Серия и модель | Серия и модель | Модель GPU    | CPU (такт. частота) | CPU (такт. частота) | TDP   | Графика (такт. частота) | Графика (такт. частота) | Кэш L3 | Кэш L4 | Дата выхода | Цена (USD) |
| Сегмент    | Ядра (потоки) | Серия и модель | Серия и модель | Модель GPU    | Базовая             | Turbo               | TDP   | Базовая                 | Max                     | Кэш L3 | Кэш L4 | Дата выхода | Цена (USD) |
| ---------- | ------------- | -------------- | -------------- | ------------- | ------------------- | ------------------- | ----- | ----------------------- | ----------------------- | ------ | ------ | ----------- | ---------- |
| Mainstream | 4(8)          | Core i7        | 5775C          | Iris Pro 6200 | 3,3 ГГц             | 3,7 ГГц             | 65 Вт | 300 МГц                 | 1,15 ГГц                | 6 MB   | 128 МБ | Q2 2015     | 366 $      |
| Mainstream | 4(4)          | Core i5        | 5675C          | Iris Pro 6200 | 3,1 ГГц             | 3,6 ГГц             | 65 Вт | 300 МГц                 | 1,1 ГГц                 | 4 МБ   | 128 МБ | Q2 2015     | 276 $      |

### Мобильные версии семейства Core
| Ядра (потоки) | Марка и модель | Марка и модель | Модель GPU  | ЦПУ такт. частота | ЦПУ такт. частота | ЦПУ такт. частота | TDP   | Минимум. cTDP (частота/Ватт) | Графика (такт. частота) | Графика (такт. частота) | Кэш L3 | Дата выхода  | Реком. цена |
| Ядра (потоки) | Марка и модель | Марка и модель | Модель GPU  | Базовая           | Турбо             | Турбо             | TDP   | Минимум. cTDP (частота/Ватт) | Графика (такт. частота) | Графика (такт. частота) | Кэш L3 | Дата выхода  | Реком. цена |
| Ядра (потоки) | Марка и модель | Марка и модель | Модель GPU  | Базовая           | Одно ядро         | Два ядра          | TDP   | Минимум. cTDP (частота/Ватт) | Базов.                  | Макс.                   | Кэш L3 | Дата выхода  | Реком. цена |
| ------------- | -------------- | -------------- | ----------- | ----------------- | ----------------- | ----------------- | ----- | ---------------------------- | ----------------------- | ----------------------- | ------ | ------------ | ----------- |
| 4(8)          | Core i7        | 5950HQ         | Iris 6200   | 2,9 ГГц           | 3,7 ГГц           | N/A               | 47 Вт | N/A                          | 300 МГц                 | 1,15 ГГц                | 6 МБ   | Июнь 2015    | 623 $       |
| 4(8)          | Core i7        | 5850HQ         | Iris 6200   | 2,7 ГГц           | 3,6 ГГц           | N/A               | 47 Вт | N/A                          | 300 МГц                 | 1,1 ГГц                 | 6 МБ   | Июнь 2015    | 434 $       |
| 4(8)          | Core i7        | 5750HQ         | Iris 6200   | 2,5 ГГц           | 3,4 ГГц           | N/A               | 47 Вт | 600 МГц / 37 Вт              | 300 МГц                 | 1,05 ГГц                | 6 МБ   | Июнь 2015    | 434 $       |
| 4(8)          | Core i7        | 5700HQ         | HD 5600     | 2,7 ГГц           | 3,5 ГГц           | N/A               | 47 Вт | 600 МГц / 37 Вт              | 300 МГц                 | 1,05 ГГц                | 6 МБ   | Июнь 2015    | 378 $       |
| 2(4)          | Core i7        | 5650U          | HD 6000     | 2,2 ГГц           | 3,2 ГГц           | 3,1 ГГц           | 15 Вт | 600 МГц / 9,5 Вт             | 300 МГц                 | 1 ГГц                   | 4 МБ   |              | 426 $       |
| 2(4)          | Core i7        | 5600U          | HD 5500     | 2,6 ГГц           | 3,2 ГГц           | 3,1 ГГц           | 15 Вт | 600 МГц / 7,5 Вт             | 300 МГц                 | 950 МГц                 | 4 МБ   |              | 393 $       |
| 2(4)          | Core i7        | 5557U          | Iris 6100   | 3,1 ГГц           | 3,4 ГГц           | 3,4 ГГц           | 28 Вт | N/A / 23 Вт                  | 300 МГц                 | 1,1 ГГц                 | 4 МБ   |              | 426 $       |
| 2(4)          | Core i7        | 5550U          | HD 6000     | 2,0 ГГц           | 3,0 ГГц           | 2,9 ГГц           | 15 Вт | 600 МГц / 9,5 Вт             | 300 МГц                 | 1 ГГц                   | 4 МБ   |              | 426 $       |
| 2(4)          | Core i7        | 5500U          | HD 5500     | 2,4 ГГц           | 3,0 ГГц           | 2,9 ГГц           | 15 Вт | 600 МГц / 7,5 Вт             | 300 МГц                 | 950 МГц                 | 4 МБ   |              | 393 $       |
| 2(4)          | Core i5        | 5350H          | Iris 6200   | 3,1 ГГц           | 3,5 ГГц           | N/A               | 47 Вт | N/A                          | 300 МГц                 | 1,05 ГГц                | 4 МБ   | Июнь 2015    | 289 $       |
| 2(4)          | Core i5        | 5350U          | HD 6000     | 1,8 ГГц           | 2,9 ГГц           | 2,7 ГГц           | 15 Вт | 600 МГц / 9,5 Вт             | 300 МГц                 | 1 ГГц                   | 3 МБ   |              | 315 $       |
| 2(4)          | Core i5        | 5300U          | HD 5500     | 2,3 ГГц           | 2,9 ГГц           | 2,7 ГГц           | 15 Вт | 600 МГц / 7,5 Вт             | 300 МГц                 | 900 МГц                 | 3 МБ   |              | 281 $       |
| 2(4)          | Core i5        | 5287U          | Iris 6100   | 2,9 ГГц           | 3,3 ГГц           | 3,3 ГГц           | 28 Вт | 600 МГц / 23 Вт              | 300 МГц                 | 1,1 ГГц                 | 3 МБ   |              | 315 $       |
| 2(4)          | Core i5        | 5257U          | Iris 6100   | 2,7 ГГц           | 3,1 ГГц           | 3,1 ГГц           | 28 Вт | 600 МГц / 23 Вт              | 300 МГц                 | 1,05 ГГц                | 3 МБ   |              | 315 $       |
| 2(4)          | Core i5        | 5250U          | HD 6000     | 1,6 ГГц           | 2,7 ГГц           | 2,5 ГГц           | 15 Вт | 600 МГц / 9,5 Вт             | 300 МГц                 | 950 МГц                 | 3 МБ   |              | 315 $       |
| 2(4)          | Core i5        | 5200U          | HD 5500     | 2,2 ГГц           | 2,7 ГГц           | 2,5 ГГц           | 15 Вт | 600 МГц / 7,5 Вт             | 300 МГц                 | 900 МГц                 | 3 МБ   | Февраль 2015 | 281 $       |
| 2(4)          | Core i3        | 5157U          | Iris 6100   | 2,5 ГГц           | N/A               | N/A               | 28 Вт | 600 МГц / 23 Вт              | 300 МГц                 | 1 ГГц                   | 3 МБ   | Январь 2015  | 315 $       |
| 2(4)          | Core i3        | 5020U          | HD 5500     | 2,2 ГГц           | N/A               | N/A               | 15 Вт | 600 МГц / 10 Вт              | 300 МГц                 | 900 МГц                 | 3 МБ   | Март 2015    | 281 $       |
| 2(4)          | Core i3        | 5015U          | HD 5500     | 2,1 ГГц           | N/A               | N/A               | 15 Вт | 600 МГц / 10 Вт              | 300 МГц                 | 850 МГц                 | 3 МБ   | Март 2015    | 275 $       |
| 2(4)          | Core i3        | 5010U          | HD 5500     | 2,1 ГГц           | N/A               | N/A               | 15 Вт | 600 МГц / 10 Вт              | 300 МГц                 | 900 МГц                 | 3 МБ   | Январь 2015  | 281 $       |
| 2(4)          | Core i3        | 5005U          | HD 5500     | 2,0 ГГц           | N/A               | N/A               | 15 Вт | 600 МГц / 10 Вт              | 300 МГц                 | 850 МГц                 | 3 МБ   | Январь 2015  | 275 $       |
| 2(4)          | Pentium        | 3825U          | HD Graphics | 1,9 ГГц           | N/A               | N/A               | 15 Вт | 600 МГц / 10 Вт              | 300 МГц                 | 850 МГц                 | 2 МБ   | Март 2015    |             |
| 2(2)          | Pentium        | 3805U          | HD Graphics | 1,9 ГГц           | N/A               | N/A               | 15 Вт | 600 МГц / 10 Вт              | 100 МГц                 | 800 МГц                 | 2 МБ   |              | 161 $       |
| 2(2)          | Celeron        | 3765U          | HD Graphics | 1,9 ГГц           | N/A               | N/A               | 15 Вт | 600 МГц / 10 Вт              | 300 МГц                 | 850 МГц                 | 2 МБ   | Июнь 2015    | 107 $       |
| 2(2)          | Celeron        | 3755U          | HD Graphics | 1,7 ГГц           | N/A               | N/A               | 15 Вт | 600 МГц / 10 Вт              | 100 МГц                 | 800 МГц                 | 2 МБ   |              | 107 $       |
| 2(2)          | Celeron        | 3215U          | HD Graphics | 1,7 ГГц           | N/A               | N/A               | 15 Вт | 600 МГц / 10 Вт              | 300 МГц                 | 850 МГц                 | 2 МБ   | Июнь 2015    | 107 $       |
| 2(2)          | Celeron        | 3205U          | HD Graphics | 1,5 ГГц           | N/A               | N/A               | 15 Вт | 600 МГц / 10 Вт              | 100 МГц                 | 800 МГц                 | 2 МБ   |              | 107 $       |

### Мобильные версии семейства Core М
| Ядра (потоки) | Марка и модель | Марка и модель | ЦПУ (такт. частота) | ЦПУ (такт. частота) | Графика (такт. частота) | Графика (такт. частота) | Графика (такт. частота) | Кэш L3 | VT-d | vPro | TDP    | Дата выхода | Цена | Материнская плата | Материнская плата                     | Материнская плата |
| Ядра (потоки) | Марка и модель | Марка и модель | Штатная             | Турбо (Max)         | GPU                     | Штатная                 | Турбо                   | Кэш L3 | VT-d | vPro | TDP    | Дата выхода | Цена | PCIe              | Поддержка памяти                      |                   |
| ------------- | -------------- | -------------- | ------------------- | ------------------- | ----------------------- | ----------------------- | ----------------------- | ------ | ---- | ---- | ------ | ----------- | ---- | ----------------- | ------------------------------------- | ----------------- |
| 2 (4)         | Core M         | 5Y70           | 1,1 ГГц             | 2,6 ГГц             | HD 5300                 | 100 МГц                 | 850 МГц                 | 4 МБ   | Да   | Да   | 4,5 Вт | Q3’14       | н/д  | 2.0               | LPDDR3 1600/1333; DDR3L/DDR3L-RS 1600 |                   |
| 2 (4)         | Core M         | 5Y10a          | 0,8 ГГц             | 2,0 ГГц             | HD 5300                 | 100 МГц                 | 800 МГц                 | 4 МБ   | Да   | Нет  | 4,5 Вт | Q3’14       | н/д  | 2.0               | LPDDR3 1600/1333; DDR3L/DDR3L-RS 1600 |                   |
| 2 (4)         | Core M         | 5Y10           | 0,8 ГГц             | 2,0 ГГц             | HD 5300                 | 100 МГц                 | 800 МГц                 | 4 МБ   | Да   | Нет  | 4,5 Вт | Q3’14       | н/д  | 2.0               | LPDDR3 1600/1333; DDR3L/DDR3L-RS 1600 |                   |
| 2 (4)         | Core M         | 5Y71           | 1,2 ГГц             | 2,9 ГГц             | HD 5300                 | 100 МГц                 | 900 МГц                 | 4 МБ   | Да   | Да   | 4,5 Вт | Q4’14       | н/д  | 2.0               | LPDDR3 1600/1333; DDR3L/DDR3L-RS 1600 |                   |